# The Little Flames
The Little Flames fue una banda de indie rock procedentes de Hoylake, Inglaterra. La banda estaba compuesta por Eva Petersen (Voz), Greg Mighal (Batería), Miles Kane (Guitarra) y Mat Gregory (Guitarra). Su música puede ser mejor descrita como rock indie con algo de inspiración de los 60's, estilo parecido al de The Coral. Entre los fanes de la banda podemos incluir a los Arctic Monkeys, a quienes se les puede ver vistiendo playeras en conciertos en el Astoria en Londres. Han tocado en shows junto a bandas como los Arctic Monkeys, The Coral, The Dead 60s y The Zutons.
La canción de la banda "Put Your Dukes Up, John" fue interpretada por los Arctic Monkeys para su sencillo, "Leave Before the Lights Come On".

## Historia
The Little Flames se formaron en diciembre de 2004, después de que los miembros de banda fueron presentados el uno al otro por el DJ dub y punk Babylon Fox. La carrera de la banda tuvo una vida corta y después de grabar sólo un álbum, se separaron el 15 de mayo de 2007. Miles Kane, Joe Edwards y Greg Mighall formaron The Rascals, mientras que Eva Petersen está trabajando en su carrera como solista.
Al igual que The Little Flames, The Rascals están bajo el sello Deltasonic Records. Miles Kanes también está en The Last Shadow Puppets con Alex Turner de los Arctic Monkeys.

## Discografía

### Álbumes de estudio
- The Day Is Not Today" (2007)

### Sencillos
- "Goodbye Little Rose" (2005)
- "Put Your Dukes Up John" (2005)
- "Isobella" (2007)

- Datos: Q5853967